# Clausewitz (tijdschrift)
Clausewitz – das Magazin für Militärgeschichte is een Duitstalig populair tijdschrift over militaire geschiedenis.
Het wordt uitgegeven door GeraMond Verlag GmbH in München, Duitsland. Het verschijnt sinds november 2010, oorspronkelijk viermaal per jaar, later zesmaal per jaar.
De publicatie is genoemd naar de Pruisisch strateeg Carl von Clausewitz en beoogt de militaire en recente geschiedenis op een populaire en objectieve manier te behandelen. Onder meer historici van het Militärgeschichtliches Forschungsamt in Potsdam en medewerkers van universiteiten en musea schrijven de rijk geïllustreerde artikelen.
Het blad richt zich vooral op perioden in de 20e eeuw, de Weimarrepubliek, het Derde Rijk, de Eerste en de Tweede Wereldoorlog, de Koude Oorlog en daarnaast ook op eerdere tijdperken, zoals de oudheid, de Middeleeuwen en de moderne tijd tot 1870, met bijdragen over militaire en defensietechnologie, getuigenverslagen en kaarten en foto's van historische militaire gebeurtenissen.